# Ferran Jutglà
Ferran Jutglà Blanc (Sant Julià de Vilatorta, 1 februari 1999) is een Spaans voetballer die doorgaans speelt als aanvaller voor Celta de Vigo.

## Clubcarrière
Jutglà begon zijn carrière bij de lokale club Sant Julià de Vilatorta, maar maakte snel de overstap voor Vic Riuprimer. Hier viel hij op waardoor RCD Espanyol hem in 2012 naar hun jeugdopleiding haalden. Hij werd verschillende keren uitgeleend destijds aan UE Sant Andreu en Valencia CF. Na deze leen-periodes speelde hij in het seizoen 2019-2020 voor het B-team van RCD Espanyol en werd hier aanvoerder.
In juni 2021 maakte hij de overstap naar FC Barcelona, waar hij voor het B-team ging spelen. Hij maakte zijn debuut in een wedstrijd tegen Algeciras CF die uiteindelijk in een gelijkspel eindigde.
In december 2021 werd Jutglà opgeroepen door Barcelona-trainer Xavi Hernandez en mocht zijn eerste minuten maken in een wedstrijd tegen CA Osasuna die uiteindelijk in een gelijkspel eindigde. Op 14 december scoorde hij zijn eerste doelpunt in de Maradona Cup tegen Boca Juniors. Op 18 december 2021 scoorde hij zijn eerste LaLiga-doelpunt voor FC Barcelona.
In de zomer van 2022 maakte hij de transfer van FC Barcelona naar Club Brugge. Hij begon daar meteen goed met al meteen goals in de Jupiler Pro League als in de Champions League.

## Clubstatistieken
| Seizoen     | Club              | Competitie         | Competitie | Competitie | Competitie | Beker | Beker | Beker | Internationaal | Internationaal | Internationaal | Totaal | Totaal | Totaal |
| Seizoen     | Club              | Competitie         | Wed.       | Dlp.       | Ass.       | Wed.  | Dlp.  | Ass.  | Wed.           | Dlp.           | Ass.           | Wed.   | Dlp.   | Ass.   |
| ----------- | ----------------- | ------------------ | ---------- | ---------- | ---------- | ----- | ----- | ----- | -------------- | -------------- | -------------- | ------ | ------ | ------ |
| 2018/19     | → UE Sant Andreu  | Tercera División   | 39         | 7          | 0          | 8     | 2     | 0     | —              | —              | —              | 47     | 9      | 0      |
| Club Totaal | Club Totaal       | Club Totaal        | 39         | 7          | 0          | 8     | 2     | 0     | 0              | 0              | 0              | 47     | 9      | 0      |
| 2019/20     | Espanyol B        | Segunda División B | 24         | 7          | 1          | —     | —     | —     | —              | —              | —              | 24     | 7      | 1      |
| 2020/21     | Espanyol B        | Segunda División B | 28         | 5          | 2          | —     | —     | —     | —              | —              | —              | 28     | 5      | 2      |
| Club Totaal | Club Totaal       | Club Totaal        | 52         | 12         | 3          | 0     | 0     | 0     | 0              | 0              | 0              | 52     | 12     | 3      |
| 2021/22     | Barcelona Atlètic | Segunda División B | 32         | 19         | 6          | —     | —     | —     | —              | —              | —              | 32     | 19     | 6      |
| Club Totaal | Club Totaal       | Club Totaal        | 32         | 19         | 6          | 0     | 0     | 0     | 0              | 0              | 0              | 32     | 19     | 6      |
| 2021/22     | FC Barcelona      | Primera División   | 6          | 1          | 0          | 3     | 1     | 0     | —              | —              | —              | 9      | 2      | 0      |
| Club Totaal | Club Totaal       | Club Totaal        | 6          | 1          | 0          | 3     | 1     | 0     | 0              | 0              | 0              | 9      | 2      | 0      |
| 2022/23     | Club Brugge       | Jupiler Pro League | 34         | 13         | 5          | 2     | 0     | 1     | 8              | 2              | 2              | 44     | 15     | 8      |
| 2023/24     | Club Brugge       | Jupiler Pro League | 27         | 7          | 2          | 3     | 1     | 1     | 8              | 0              | 1              | 38     | 8      | 4      |
| Club Totaal | Club Totaal       | Club Totaal        | 61         | 20         | 7          | 5     | 1     | 2     | 16             | 2              | 3              | 82     | 23     | 12     |
| TOTAAL      | TOTAAL            | TOTAAL             | 190        | 58         | 16         | 16    | 4     | 2     | 16             | 2              | 3              | 222    | 64     | 21     |

## Erelijst
| Belgisch kampioen  | 1x | 2023/24 |
| Beker van België   | 1x | 2024/25 |
| Belgische Supercup | 1x | 2022    |

| Individueel              |    |         |
| Doelpunt van het Seizoen | 1x | 2023/24 |